# Keizerlijk Paleis van Rio de Janeiro
Het Keizerlijk Paleis van Rio de Janeiro (Portugees: Paço Imperial) is een paleis in de Braziliaanse stad Rio de Janeiro. Het paleis stond voorheen bekend als het Koninklijk Paleis van Rio de Janeiro en het Paleis van de Onderkoningen. Het paleis werd gebouwd in de achttiende eeuw om te dienen als residentie voor de gouverneurs van koloniaal Brazilië. Na de vlucht van de Portugese koninklijke familie uit Portugal door de bezetting van Napoleon werd het paleis vanaf 1808 de residentie van koning Johan VI. Na de Braziliaanse onafhankelijkheid in 1822 werd het paleis niet meer als residentie gebruikt door de keizers Peter I en Peter II, maar als werkplaats. Bijna 150 jaar was het paleis een van de belangrijkste politieke centra van Brazilië. Het paleis wordt nu gebruikt als cultureel centrum.
Na de val van het keizerrijk in 1889 raakte het paleis in verval. In 1980 werd het echter gerenoveerd en werd het terug in de staat gebracht zoals die rond 1818 was.